# عراق در المپیک تابستانی ۲۰۱۶

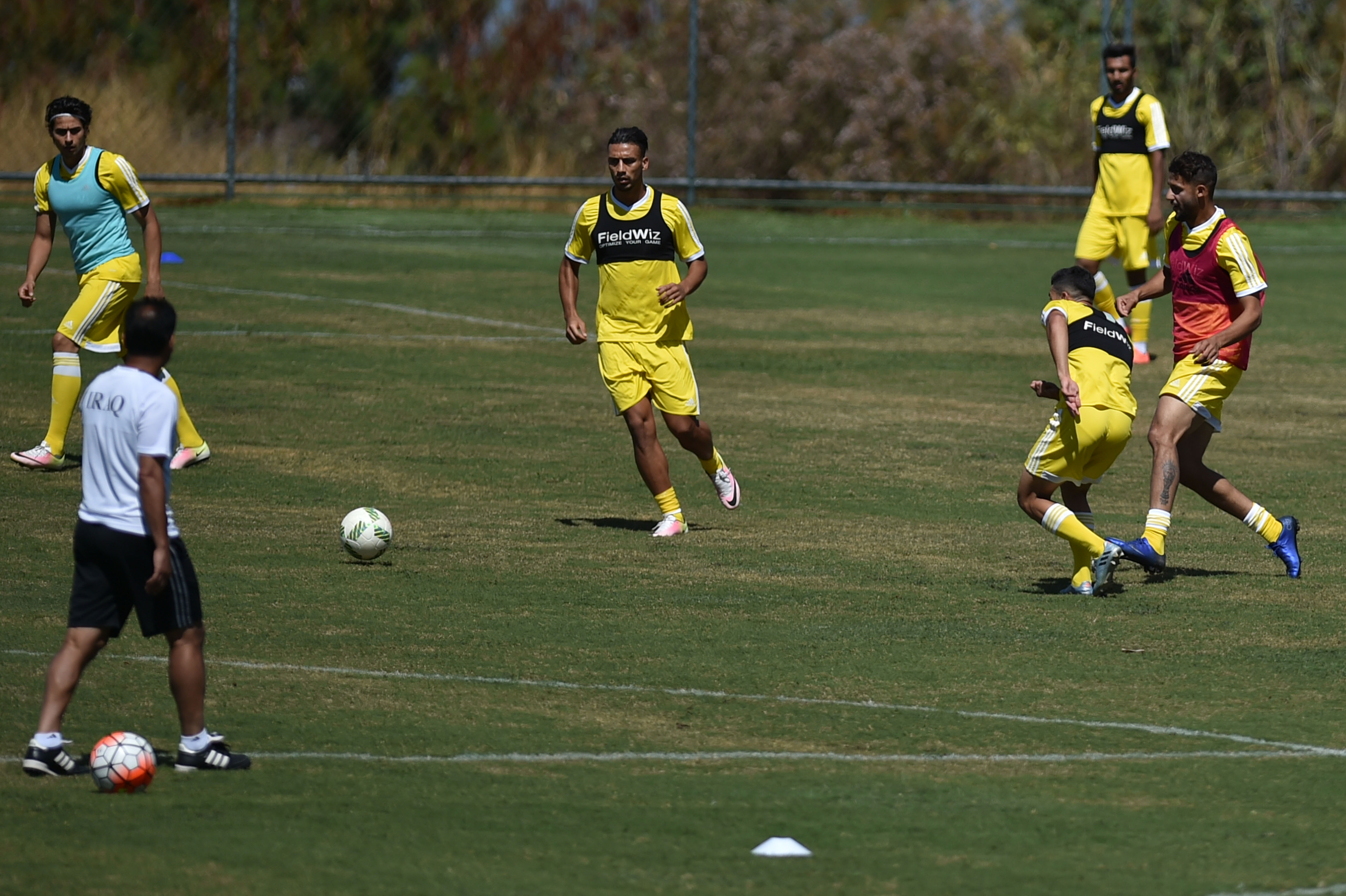
تیم فوتبال عراق

عراق با ۲۳ ورزشکار در ۵ رشته ورزشی در بازی‌های المپیک تابستانی ۲۰۱۶ که از ۱۵ تا ۳۱ مرداد ۱۳۹۵ در ریودوژانیرو برزیل برگزار می‌گردد، شرکت می‌کند. این چهاردهمین حضور این کشور در بازی‌های المپیک تابستانی از سال ۱۹۴۸ است.